# ピストン堀口
ピストン堀口（ピストンほりぐち、1914年（大正3年）10月7日 - 1950年（昭和25年）10月24日）は、日本のプロボクサー。本名：堀口 恒男（ほりぐち つねお）。栃木県真岡市出身。昭和初期における日本ボクシング界の象徴的存在で「拳聖」と呼ばれた。元日本フェザー級・東洋フェザー級および日本ミドル級チャンピオン。次兄から順に、基治、宏（元日本バンタム級チャンピオンの堀口宏）、喬久という堀口4兄弟（いずれもプロボクサー）の長兄。孫は元ボクサーの堀口昌彰で、日本ライト級2位に格付けされていた。現在はピストン堀口道場の指導者を務める。
「ピストン堀口」の呼称は正式なリングネームではなく、あくまで本名の堀口恒男が正式なリングネームなのだが、いつの頃からか「ピストン・堀口恒男」との異名が新聞記事などで使われるようになり、一般に「ピストン堀口」の呼称が定着してしまった。

## 略歴
警察署長の子として栃木県真岡市で生まれる。旧制真岡中学時代は柔道部の主将を務め、県下で有名な強豪選手であった。真岡中学の先輩で「日本ボクシングの父」と称される渡辺勇次郎が弟子達を率いて真岡市でボクシングの模範試合を行った際、堀口は腕試しのつもりで飛び入り参加しプロボクサー相手に3ラウンドを戦い、渡辺に度胸と才能を評価されて1932年に上京し、早稲田大学に通うかたわら、日本拳闘倶楽部へ入門した。
自己流でトレーニングをして、上京からわずか半月後に初試合を行いKO勝ちを収める。翌1933年にプロデビュー。その後、かつての名選手岡本不二の指導を受け、デビューから5引き分けを挟んで47連勝という驚異的な記録を残す。その間、元世界王者のエミール・プラドネル（フランス）と8回戦で引き分けたり、B・D・グスマンを破り東洋フェザー級チャンピオンまで上りつめるなど、世界クラスの実力を持っていたが、太平洋戦争の影響もあり世界王座に挑戦する機会には恵まれなかった。特に、1941年5月28日に両国国技館で行われた笹崎僙戦は日本ボクシング史上「世紀の一戦」と呼ばれるほど有名で、この試合に勝利して以降は「剣聖」宮本武蔵になぞらえて「拳聖」と称されるようになった。

## ピストン戦法
対戦相手をロープに追い詰めての休まぬ左右の連打を得意とし、「ピストン戦法」と呼ばれた。その無類のスタミナは、10分間連打でミット打ちを続けてなお息切れ一つしなかったという。堀口の連打が始まると「わっしょい、わっしょい」の大合唱が起こる程の人気であった。
ただし、1936年にハワイ巡業を行った際、日本では熱狂的に受け入れられた捨て身のピストン戦法は、先進国であった当地の新聞に「ボクシングと呼べるものではない」と酷評されている。この頃、既にアメリカのボクシング界ではフットワークやディフェンスの技術が重要視され、攻防一体のスタイルが主流となっており、ディフェンスを軽視した堀口のファイトスタイルは時代遅れのものであった。この時の体験が契機となり剣道や空手など武道を通じて精神修養に励み（師匠は小西康裕）、プロボクサーとしてではなく拳闘家として精神力と肉体の練磨に一層努めるようになった。

## 主な戦績
- 1933年3月、早稲田大学在学中（後に中退）に日本拳闘倶楽部（日倶ジム）からプロデビュー。
- 1933年7月3日、元世界フライ級王者エミール・プラドネル（ フランス）と8回戦で引き分け。
- 1934年12月26日、日本フェザー級王座獲得。
- 1936年5月8日、東洋フェザー級王座獲得。以後1度防衛。
- 1937年1月4日、デビュー以来40連勝を達成。
- 1941年5月28日、笹崎僙（後の笹崎ボクシングジム会長）に5回TKO勝ち。（試合詳細）
- 1944年1月25日、秋山政司に10回判定勝ち。
- 1946年7月14日、通算100勝達成。
- 1948年3月28日、日本ミドル級王座獲得。
- 1950年4月22日、現役引退。

最終戦績176戦138勝（82KO）24敗14分

## 引退後
戦後はボクシングの他探偵業もしていたが、現役引退から半年後の1950年10月24日午前0時過ぎ、東海道線の相模川橋梁 (東海道新幹線)上を平塚方面から茅ヶ崎方面へ歩いている処を列車に撥ねられて轢死。泥酔して自宅に近い下車駅（茅ケ崎）を寝過ごしてしまい、線路沿いを歩いて帰る途中だったが自殺とも事故死とも言われている。
1937年にピストン堀口が茅ヶ崎市幸町に練習場として開いていたジムを、長男・昌信が引き継いで「ピストン堀口道場」として同市茅ヶ崎1丁目に開設し、現在は孫にあたる昌彰が会長の座を受け継いでいる。3代続けての早大ボクシング部である。道場にはピストン堀口の書「拳闘こそ我が命」の額が掲げられ、好んだ緑色がジムのマット色になっている。
墓は茅ヶ崎市内の海前寺にあり、墓碑銘に「拳闘こそ我が命」と刻まれている。

## エピソード

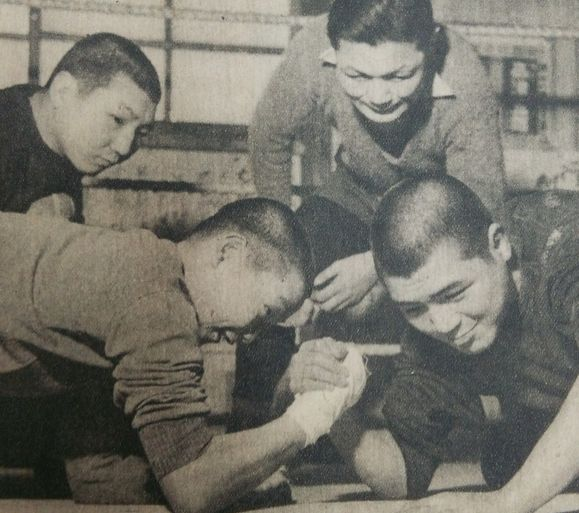
堀口四兄弟（1948年。左から、基治、喬久、恒男、宏）

- 合気道開祖の植芝盛平の道場へ行き、植芝に対して挑みストレートを打ったが、その手を鷲掴みにして投げられたことがある（塩田剛三『合気道修行』より）。
- 警察庁の逮捕術制定委員を務めた[6]。
- 梶原一騎は若いころ、喧嘩や格闘技にのめり込んでおり、憧れの存在がピストン堀口であった。

## 映画
- リングの王者（1935年、日活、ピストン堀口自ら主演で、清瀬英次郎がメガホンを執った[7]）

## 漫画
- ピストン堀口物語　著者 梶原一騎　影丸譲也